# Hinchinbrooke
Hinchinbrooke es un municipio de la provincia de Quebec, Canadá. Es una de las ciudades pertenecientes al municipio regional de condado de Haut-Saint-Laurent y, a su vez, a la región de Vallée-du-Haut-Saint-Laurent en Montérégie.

## Geografía
El territorio de Hinchinbrooke se encuentra ubicado entre los municipios de Elgin al oeste, Godmanchester y Huntingdon al noroeste, Ormstown al noreste, Franklin al este, así como el estado estadounidense de Nueva York al sur. Tiene una superficie total de 149,58 km² cuyos 148,14 son tierra firme.

## Política
Forma parte de las circunscripciones electorales de Huntingdon a nivel provincial y de Beauharnois-Salaberry a nivel federal.

## Demografía
Según el censo de 2011, había 2242 personas residiendo en esta ciudad con una densidad poblacional de 15,0 hab./km². Los datos del censo mostraron que de las 2369 personas censadas en 2006, en 2011 hubo un diminución de 127 habitantes (-5,4 %). El número total de inmuebles particulares resultó de 1148. El número total de viviendas particulares que se encontraban ocupadas por residentes habituales fue de 998, la mayor parte de las otras siendo residencias secundarias.